# Етнически конфликт
Етнически конфликт или етническа война е въоръжен конфликт между две етнически групи. Той се разграничава от гражданската война, където една нация и етническа група воюва със самата себе си, и от регулярната война по това че при втората воюват 2 или повече суверенни държави, които са в конфликт.
Пример за етнически конфликт прераснал във външна инвазия (война?) е конфликтът в Украйна между руснаци и украинци, където украинците търсеха про-европейско развитие, но натискът от страна на съседна Русия не позволяваше това, като към политическите маневри бяха включени и спонсорирани от Русия сепаратистки групи, което доведе до „парцелиране“ на Украйна , този тип етнически конфликт произтича от опитите за външно вмешателство в политиката на Украйна, последвани от опити за отнемане суверенитета на Украйна и заличаването на държавата в цялост.